# Francisco Franco
Francisco Franco Bahamonde, właśc. Francisco Paulino Hermenegildo Teódulo Franco y Bahamonde Salgado Pardo (wym. [fɾanˈθisko ˈfɾaŋko]; ur. 4 grudnia 1892 w Ferrol, zm. 20 listopada 1975 w Madrycie) – hiszpański dyktator wojskowy. Przywódca nacjonalistów w czasie hiszpańskiej wojny domowej (1936–1939), szef Państwa Hiszpańskiego (hiszp. Jefe del Estado Español, 1939–1975), premier rządu, naczelny dowódca sił zbrojnych i przewodniczący Falangi (FET y JONS, od 1965 Ruch Narodowy), tytułowany Przywódcą Ostatecznej Krucjaty i Hiszpańskiej Schedy, Liderem Wojny Wyzwoleńczej przeciw Komunizmowi i jego Współsprawcom (El Caudillo de la Última Cruzada y de la Hispanidad, El Caudillo de la Guerra de Liberación contra el Comunismo y sus Cómplices).

## Kariera wojskowa

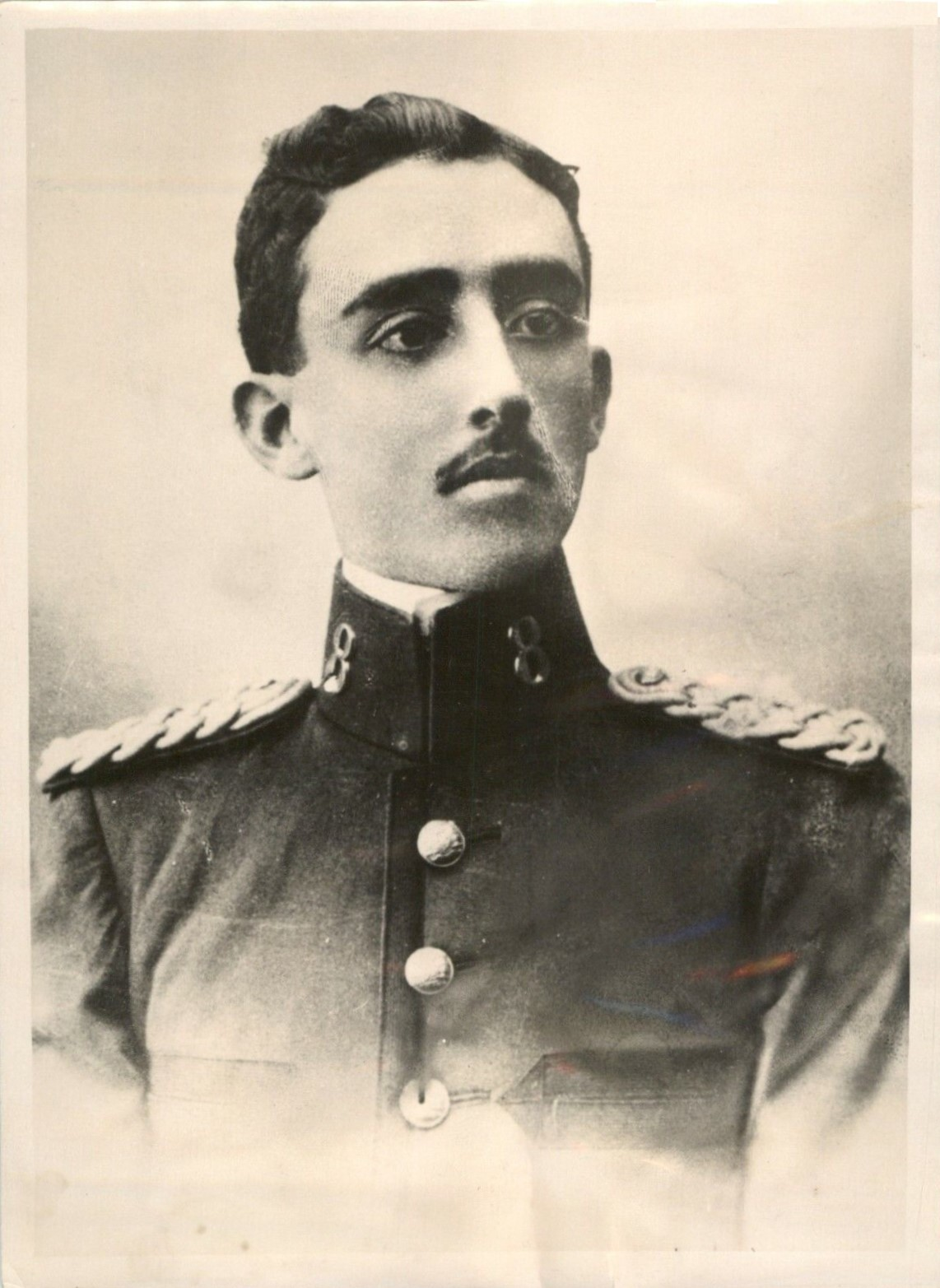
Francisco Franco, 1910

Już w dzieciństwie wybrał typową w jego rodzinie karierę wojskową. W latach 1907–1910 uczęszczał do Akademii Piechoty w Toledo. W 1912 udało mu się otrzymać przydział na front w Maroku. Dowodził tam oddziałami hiszpańskimi w walkach z Kabylami; dał się tam poznać jako dobry oficer. W 1912 został porucznikiem, a w 1915 kapitanem. Trzy dni po odniesieniu poważnych ran w El Biutz koło Ceuty (29 czerwca 1916) został mianowany majorem. Po rekonwalescencji służył w garnizonie w Oviedo.
10 października 1920 został zastępcą dowódcy hiszpańskiej Legii Cudzoziemskiej w Maroku, a w czerwcu 1923 dowódcą tej formacji w stopniu podpułkownika. Stopień pułkownika osiągnął w lutym 1925 po kolejnych operacjach w Maroku. We wrześniu 1925, po hiszpańsko-francuskim desancie w Alhucemas (Al-Husajmie), Franco rozbił kryjących się w górach rifeńskich powstańców, za co w lutym 1926 otrzymał szlify generalskie oraz francuski order Wielkiego Oficera Legii Honorowej.
W latach 1926–1928 dowodził 1. Brygadą 1. Dywizji garnizonu madryckiego. Dowodem uznania było powierzenie mu 4 stycznia 1928 stanowiska komendanta nowo utworzonej Głównej Akademii Wojskowej w Saragossie (której pierwszym przykazaniem było „Kochaj ojczyznę i króla”). Po powstaniu republiki akademię szybko, bo już 30 czerwca 1931 zamknięto, natomiast sam Franco, po dłuższym okresie pozostawania bez przydziału, został 21 lutego 1932 dowódcą 15. Brygady Piechoty w La Coruña, a następnie w marcu 1933 komendantem okręgu wojskowego Balearów. W październiku 1934, jako doradca ministra wojny, zaplanował i przeprowadził stłumienie rewolucji w Asturii. W pacyfikacji zginęło wielu cywili w Oviedo, gdyż oficerowie pacyfikujący rebelię nakazali traktować miasto jako wrogie (tak jak podczas wojen zagranicznych). W nagrodę w grudniu 1934 mianowano go naczelnym dowódcą armii w Maroku, a już w lutym 1935 został szefem sztabu generalnego armii hiszpańskiej.
W lutym 1936, po wyborach parlamentarnych wygranych przez Front Ludowy, z powodu podejrzeń o nielojalność wobec rządu, został przesunięty na niższe stanowisko komendanta wojskowego Wysp Kanaryjskich. Franco nie uczestniczył dotąd w wojskowych spiskach, ale w warunkach narastającego napięcia w kraju, ataków i mobilizacji sił zarówno po stronie lewicy, jak i prawicy Franco nawiązał kontakty z wojskową konspiracją, planującą od wyborów obalenie Republiki i zastąpienie jej rządami wojskowej junty. Do bezpośrednich przygotowań do powstania Franco przystąpił dopiero po 13 lipca, gdy w odwecie za zabicie przez faszystowską Falangę oficera Guardia di Assalta, gwardziści z jego kompanii zabili przywódcę prawicy parlamentarnej Josego Calva Sotela. Początkowo miał być tylko dowódcą wojsk w Maroku, jednak planowany przywódca, gen. Jose Sanjurjo, zginął w wypadku lotniczym w pierwszych dniach powstania.

## Caudillo rebelii
Wojna domowa w Hiszpanii zaczęła się buntem garnizonu w Melilli 17 lipca 1936. 19 lipca 1936 Franco objął dowództwo wojsk w Maroku Hiszpańskim (tzw. Armia Afrykańska), które niezwłocznie, dzięki pomocy ze strony Niemiec i Włoch, przerzucił do Hiszpanii. Franco wsparła też logistycznie i materiałowo rządzona przez reżim Antónia de Oliveiry Salazara Portugalia. Choć Franco uważał, że wojna jest krucjatą chrześcijańską przeciwko komunizmowi, to w wojnie wzięło udział aż 160 tysięcy muzułmańskich najemników i marokańskich żołnierzy przerzuconych wówczas do Europy. Na początku wojny Franco dowodził najsilniejszą grupą wojsk powstańczych, co w połączeniu z uzdolnieniami dowódczymi w naturalny sposób doprowadziło do postawienia go na czele wojsk narodowych. 12 września 1936 junta powołała go na stanowisko naczelnego dowódcy sił zbrojnych w stopniu generalissimusa, a 28 września złożyła w jego ręce również całą władzę cywilną, mianując go szefem rządu. Jednak już 1 października 1936 Franco określił swoje stanowisko jako szefa państwa i pozostał na nim do końca jego rządów.
Kierując wojskowymi operacjami powstania, Franco doprowadził do militarnego zwycięstwa 1 kwietnia 1939. Jednocześnie zręcznie umocnił swą pozycję polityczną. Jeszcze w 1936 powołał Juntę Techniczną Państwa, 30 stycznia 1938 zastąpioną „zwykłą” radą ministrów, powoływaną i kierowaną przez niego samego. Masową organizacją polityczną, na której oparła się dyktatura, stała się monopartia Hiszpańska Falanga Tradycjonalistyczna i Junta Ofensywy Narodowo-Syndykalistycznej, powstała z połączenia wszystkich sił politycznych popierających zbrojne powstanie przeciwko rządom Frontu Ludowego. Trzon FET y JONS stanowiły określana mianem faszystowskiej Falanga i tradycjonalistyczna wspólnota karlistowska. Monopartia posiadała wiele postulatów faszystowskich, a statut Falangi z 4 sierpnia 1937 powołał Franco na wodza (Caudillo) tego ruchu, „odpowiedzialnego jedynie przed Bogiem i historią”. W rezultacie tych wszystkich działań Franco objął pełnię władzy w Hiszpanii. Równocześnie rozpoczęto faszyzację kraju poprzez m.in. wprowadzenie do wojska salutu rzymskiego.

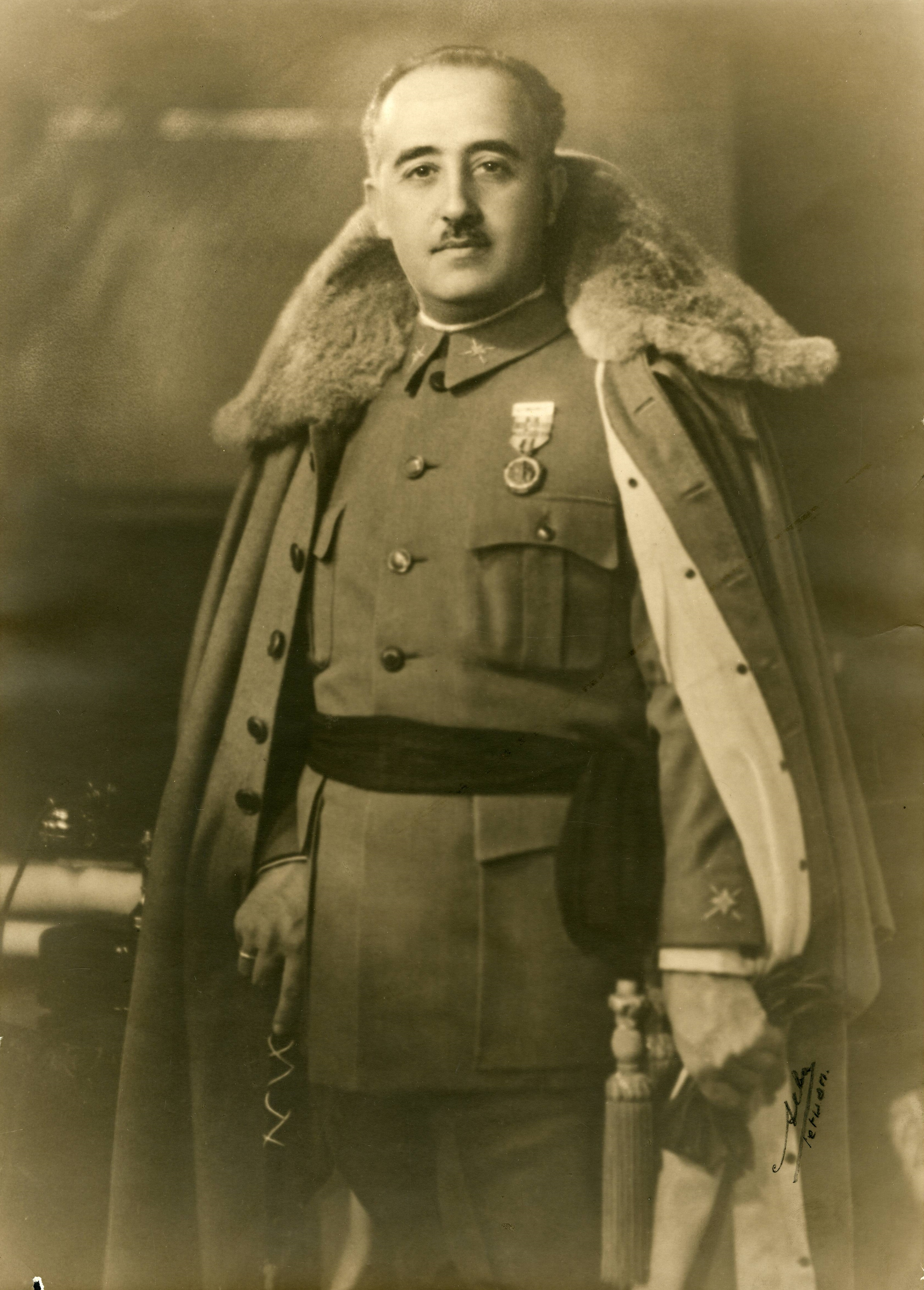
Francisco Franco, 1930

Już w 1937 Franco założył pierwszy obóz koncentracyjny dla przeciwników politycznych w Miranda de Ebro, został oparty na modelu zastosowanym w III Rzeszy. Obóz działał przy wsparciu SS i gestapo, a jego naczelnikiem został gestapowiec Paul Winzer. Po porozumieniu, które zawarli Severiano Martínez Anido i Heinrich Himmler w dniu 31 lipca 1938, obydwie strony zobowiązały się do ekstradycji „przestępców politycznych” oraz zwiększono zakres współpracy między reżimem frankistowskim a tajnymi służbami Hitlera, porozumienie w praktyce doprowadziło do zwiększenia liczby funkcjonariuszy SS na terenie Hiszpanii.

## Dyktator Hiszpanii

### II wojna światowa
Po zakończeniu wojny w celu umocnienia władzy Franco rozpoczął kampanię białego terroru. Głównym celem terroru było przestraszenie ludności cywilnej, która sprzeciwiała się juncie. Ofiarami czystek dokonywanych na obszarach kontrolowanych przez nacjonalistów była inteligencja, nauczyciele i liderzy związkowi. Do największych doszło w Granadzie (1 marca 1939) i w Kordobie, gdzie została wymordowana prawie cała elita niepopierająca frankistów. Z powodu masowego terroru w wielu obszarach kontrolowanych przez nacjonalistów tysiące republikanów opuściło swoje domy i próbowało ukryć się w pobliskich lasach i górach. Wielu z nich dołączyło do antyfrankistowskiej partyzantki. Setki tysięcy innych uciekło z kraju. Liczba ofiar terroru waha się od około 58 000, przez 200 000 do 400 tysięcy ofiar. Reżim utworzył własne obozy koncentracyjne.
W 1941 Franco wydał dekret pozwalający wprowadzać do metryk fałszywe dane; odtąd rodziny dokonujące adopcji mogły być prawnie uznane jako rodzice biologiczni. Korzystając z tych zapisów, zarówno w okresie rządów „frankistowskich” jak i po wprowadzeniu demokratycznej formy rządów, w Hiszpanii miało miejsce wiele przypadków „kradzieży dzieci”, które miały dotyczyć – według osób formułujących te oskarżenia – nawet 30 do 40 tysięcy dzieci (w okresie od 1941 do 1992 roku), pada nawet liczba 300 000 dzieci „skradzionych” rodzinom republikańskim. Formułowane są zarzuty, że w okresie sprawowania przez Franco rządów w Hiszpanii proceder ten miał charakter „zinstytucjonalizowany” i został zorganizowany przez państwo z udziałem Kościoła Katolickiego, oraz iż dotyczył dzieci rodzących się w rodzinach zwolenników republiki. Przeprowadzone w roku 2017 śledztwo Parlamentu Europejskiego nie znalazło dowodów na zinstytucjonalizowany charakter tego rodzaju procederu, zwracając uwagę na to, że proceder „kradzieży dzieci" miał miejsce w całym okresie objętym badaniem (1945–1992), przedstawiona przez władze Hiszpanii dokumentacja badań DNA wskazuje na skalę tego procederu co najmniej o rząd większości mniejszą (kilka tysięcy przypadków) i na to, że ofiarami tego procederu - w przypadkach potwierdzonych przeprowadzonym postępowaniem, w tym badaniami DNA – były przede wszystkim samotne matki, jako osoby o zdecydowanie słabszej pozycji społecznej, a nadto że brak dowodów na „ideologicznie” motywowany charakter tego procederu. Jednocześnie Komisja Parlamentu Europejskiego wskazała na konieczność wzmocnienia ochrony prawnej dzieci i rodziny.

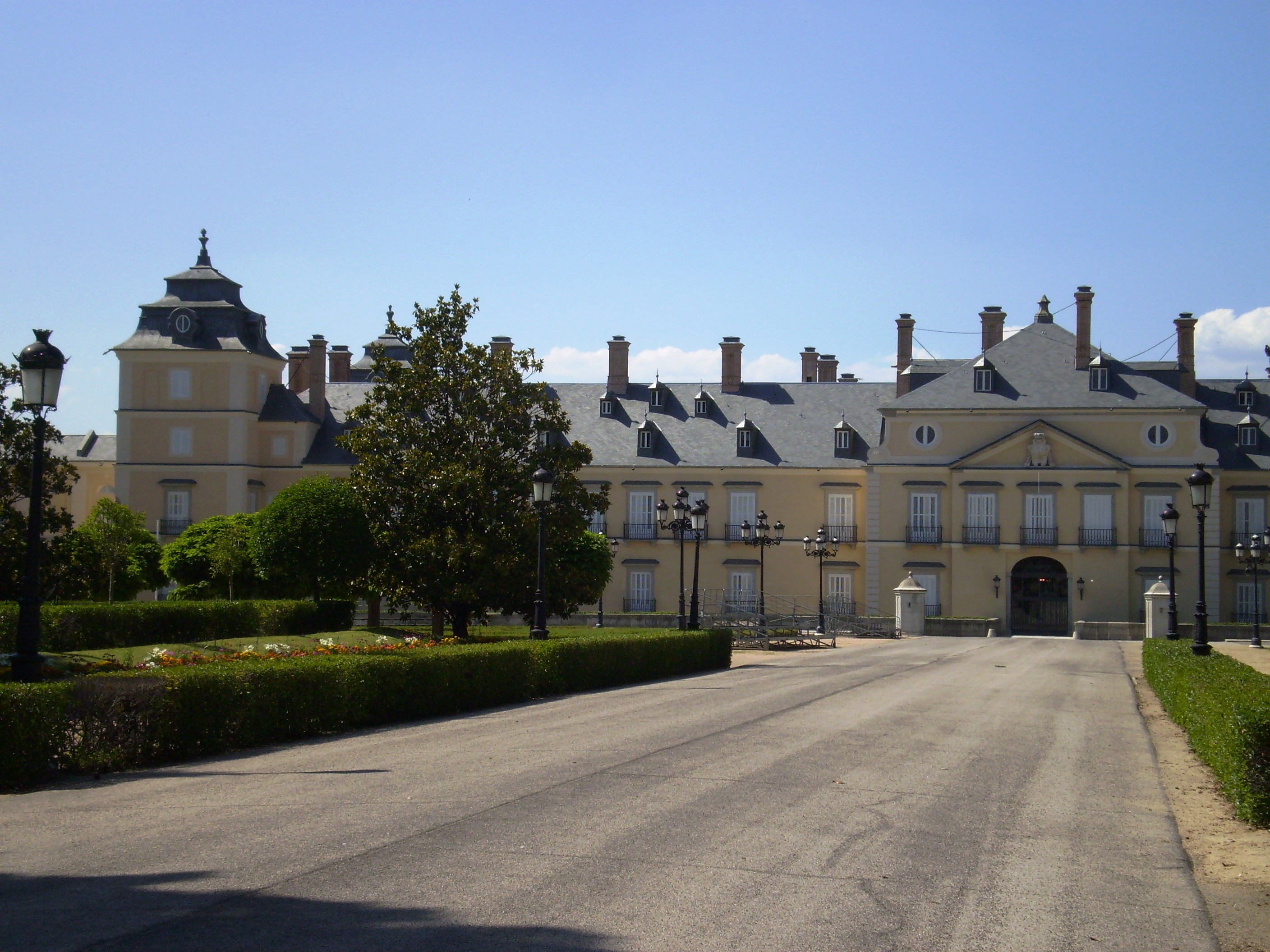
Pałac Palacio Real de El Pardo, w którym Francisco Franco zamieszkał po zakończeniu wojny domowej

31 marca 1939 Hiszpania podpisała traktat o pokoju z III Rzeszą, zapewniający „życzliwą neutralność” każdej ze stron w sytuacji, gdy partner znajdzie się w stanie wojny oraz zobowiązania do rozwijania wzajemnych stosunków gospodarczych i kulturalnych, a także kontaktów na gruncie wojskowym (wymianę doświadczeń i kadr). Porozumienie to ostatecznie nie dało Niemcom wielu konkretnych korzyści, natomiast zwalniało Hiszpanię z aktywnego udziału w wojnach prowadzonych przez Niemcy. Kilka dni wcześniej Hiszpania podpisała podobny układ z Portugalią, w której panowała dyktatura Antonia Salazara. Rząd zadłużył kraj względem Osi ze względu na płatną pomoc udzieloną nacjonalistom przez mocarstwa – Włochy swój udział po stronie nacjonalistów zgodnie z decyzją Benito Mussoliniego kredytowały finansowo i materiałowo w całości, co doprowadziło w 1939 do wyczerpania rezerw armii włoskiej i zadłużenia Hiszpanii wobec Włoch na kwotę 273 mln ówczesnych dolarów amerykańskich. Niemcy zaangażowały się materiałowo na znacznie mniejszą skalę (10 000 ludzi – przy łącznych stratach 300 ludzi), 200 czołgów i 600 samolotów – wobec 50 000 Włochów, 150 czołgów, 660 samolotów i 800 dział i częściowo jedynie kredytowały dostawy (w clearingu) – rząd Franco był ostatecznie w 1939 winien III Rzeszy równowartość 225 mln ówczesnych dolarów, które spłacał do 1943 dostawami surowców strategicznych. Wskutek konsternacji w Hiszpanii po zawarciu przez Niemcy w sierpniu paktu Ribbentrop-Mołotow, a następnie po ataku na Polskę, Hiszpania odmówiła podpisania planowanej na wrzesień odrębnej umowy kulturalnej. Od 1940 niemieckie Gestapo pomagało frankistom wyłapywać przebywających na wolności działaczy republikańskich. Ponadto agenci gestapo znajdowali się w hiszpańskich konsulatach i ambasadach.
W czerwcu 1940 Franco zaproponował Hitlerowi przystąpienie Hiszpanii do wojny w zamian za odzyskanie całego Maroka. Hitler odniósł się z rezerwą do propozycji, ale zgodził się na spotkanie z Franco, które odbyło się 23 października 1940. Nie przyniosło żadnych rezultatów, bowiem Hitler uznał, iż „żądania Hiszpanów są zupełnie niewspółmierne do ich sił”; Franco również nie zaakceptował żądań Hitlera. Według odtajnionych w 2013 danych to akcja brytyjskiego wywiadu uniemożliwiła przystąpienie Hiszpanii do wojny po stronie Niemiec hitlerowskich. Brytyjscy agenci MI6 mieli przekupić doradców Franco kwotą 200 milionów funtów. Dyktatorzy Niemiec i Hiszpanii spotkali się w Kraju Basków w 1940; od tamtego czasu Brytyjczycy rozpoczęli akcję przekupywania liderów nacjonalistycznej Hiszpanii. Pieniądze rządu Wielkiej Brytanii zostały przelane ze Szwajcarii na konto przedsiębiorcy Juana Marcha i miały trafić do współpracowników Franco, hiszpańskich agentów, armatorów, aby odmówili budowy okrętów wojennych, a nawet Nicolasa – brata Franco. Hiszpania początkowo miała status „strony niewalczącej” w II wojnie światowej, a w 1943 Franco ogłosił przejście do stanu neutralności. Współpraca z państwami Osi polegała, między innymi, na wysłaniu ochotniczej Błękitnej Dywizji na front wschodni do walki ze Związkiem Radzieckim oraz współpracy handlowo-gospodarczej. Mimo to Franco nie dał Hitlerowi skłonić się do ataku na Gibraltar, konsekwentnie odmawiał również wykorzystywania terytorium Hiszpanii w celach militarnych. Podczas okupacji Francji przez nazistowskie Niemcy Hiszpania przez okres całej wojny bezprawnie okupowała miasto Tanger w Maroku. Po zajęciu Francji przez Niemców dyktator zachęcał okupantów do wysyłania przebywających w tym kraju republikanów do obozów śmierci. 5000 zwolenników republiki zostało wywiezionych do Dachau, inni do Buchenwaldu (w tym pisarz Jorge Semprún), Bergen-Belsen, Sachsenhausen, Auschwitz, Flossenbürga i Mauthausen-Gusen (5000 z 7200 hiszpańskich więźniów w Mauthausen zginęło).
W 1941 Hiszpania przygotowała listę 6000 Żydów znajdujących się na jej terytorium i przekazała ją Himmlerowi. W tym czasie Hiszpania i Niemcy prowadziły negocjacje nad wejściem Hiszpanii do sojuszu państw Osi. Wiele dokumentów potwierdzających współpracę między frankistami i nazistami zostało spalonych po 1945. Z tych odnalezionych wiadomo, że Himmler współpracował z rządem hiszpańskim przy ustalaniu miejsca pobytu żydów nawróconych na chrześcijaństwo, a przedstawiciele władz lokalnych mieli zlokalizować mogących ukrywać się w Hiszpanii Żydów sefardyjskich. Z drugiej strony w czasie II wojny światowej wiele tysięcy Żydów przekroczyło Pireneje (na podstawie państwowego dekretu z 1924 przyznającego wszystkim Żydom sefardyjskim, bez względu na miejsce zamieszkania, obywatelstwo hiszpańskie – formalnie było to przywrócenie obywatelstwa wszystkim Żydom wygnanym z Hiszpanii w 1492 i ich potomkom). W tym czasie Hiszpania nie wydała III Rzeszy ani jednego Żyda.

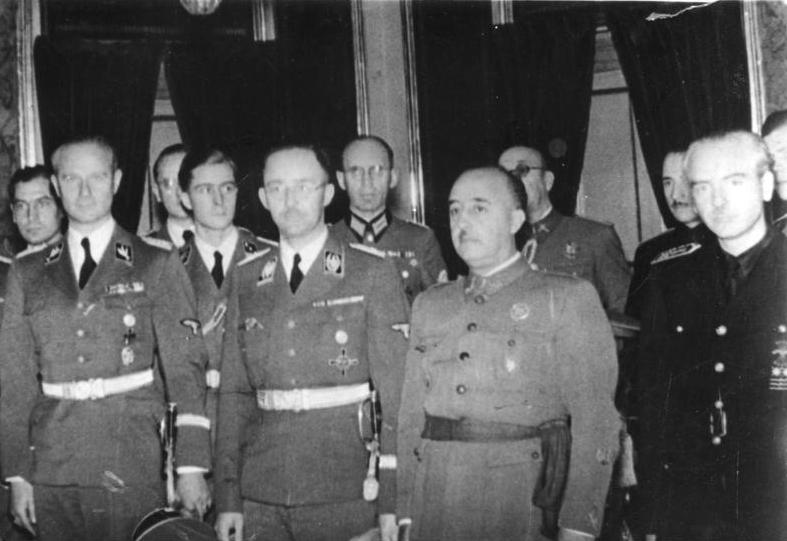
Heinrich Himmler i Francisco Franco, 1940

30 marca 1942 otrzymał węgierski Krzyż Wielki ze Świętą Koroną na Łańcuchu Orderu Zasługi.
Od końca 1942, gdy fala zwycięstwa przeszła na korzyść wojsk alianckich, Franco zaczął wspierać zachodnich aliantów. Po inwazji amerykańsko-angielskiej na północną Afrykę w listopadzie 1942 administracja hiszpańska w Maroku udzielała Amerykanom otwartej pomocy. 17 listopada 1943 została wycofana z frontu wschodniego Błękitna Dywizja (Franco zezwolił jedynie na pozostanie około 1500 ochotnikom indywidualnym). Dotkliwym ciosem dla Niemiec było wstrzymanie w lutym 1944 dostaw wolframu z Hiszpanii, dostarczanego dotychczas z tytułu spłaty długu z okresu wojny domowej. Premier Winston Churchill, w podzięce za dowody przyjaźni, które Hiszpanie dawali Brytyjczykom podczas lotniczej operacji Torch wokół Gibraltaru, deklarował, że Hiszpania przysłużyła się nie tylko Imperium Brytyjskiemu, ale i sprawie Narodów Zjednoczonych, które nie będą nigdy mieszać się w jej wewnętrzne sprawy. Franco w serdecznej odpowiedzi 18 października 1944 podkreślał, że ścisła współpraca hiszpańsko-brytyjska po wojnie powinna być istotnym elementem obrony pozycji Europy przed spodziewaną dominacją ZSRR i USA.

### Po zakończeniu II wojny światowej
W 1947 roku Franco proklamował Hiszpanię monarchią, którą sam określił jako „katolicką, społeczną, tradycyjną i reprezentacyjną". W tym systemie król nie miał być jednak przywrócony natychmiast, lecz wprowadzony na nowo dopiero po śmierci Franco. Miało to stanowić zerwanie z tradycją słabej monarchii XIX wieku. Franco de facto pełnił rolę regenta, choć formalnie nie posiadał tego tytułu. Taka konstrukcja ustrojowa pozwalała mu zachować pełnię władzy, jednocześnie przygotowując grunt pod przyszłą restaurację monarchii. Polityka wewnętrzna Franco była odbiciem jego przekonań politycznych i społecznych – zbudował Hiszpanię w jego mniemaniu katolicką, patriotyczną i korporacjonistyczną. Ustrój cechował klerykalizm. W kraju wprowadzona została cenzura oparta na fundamentach ideowych reżimu, życie religijne w kraju objęte zostało kontrolą państwa. Ponownie wprowadził obowiązkowe lekcje religii, zniósł śluby cywilne i zawiesił prawo rozwodowe wprowadzone w czasach Republiki. Przywrócone zostały przywileje kleru sprzed okresu II Republiki, zwrócono wcześniej znacjonalizowane ziemie, wyłączając przy tym Kościół spod jurysdykcji państwowej, pod kontrolę kleru oddano większość szkół i wydawnictw. W celu ochrony moralności przeprowadzono czystkę w systemie edukacyjnym. Prześladowano mniejszości seksualne, w szczególności zakazano aktów homoseksualnych. Teoretycznie całkowicie zakazana była też prostytucja. Oskarżenia o homoseksualizm i prostytucję były często wykorzystywane jako forma szczególnie uciążliwej represji w stosunku do przyłapanych polityków. Homoseksualiści trafiali do szpitali psychiatrycznych.
Wśród historyków i dziennikarzy trwa spór na temat charakteru rządów Franco. Część historyków i socjologów uważa system Hiszpanii za totalitarny czy też lawirujący w jego stronę. Media i rząd Hiszpanii frankistowskiej odrzucały termin, twierdząc, że państwo powołujące się na idee katolickie nie może być totalitarne. Reżimowe pismo „La Voz de Espana” uważało za totalitarną III Rzeszę, system nazistowski według prawicowych dziennikarzy „osiągnął dla europejskiego narodu najdoskonalszą równowagę między tym, co narodowe, a tym co socjalne”, za systemy nietotalitarne uznał natomiast faszystowskie Włochy które „uległy siłom kapitalizmu”, a nawet ideologiczny wróg Franco, Związek Radziecki.
Do 1952 funkcjonowała liczna partyzantka antyfrankistowska, w której mogło działać nawet do 40 tysięcy osób. Jeśli chodzi o straty po stronie sił rządowych oraz partyzantów, jedynym źródłem są informacje podane oficjalnie przez hiszpańskie kanały rządowe. Mówią one o 628 poszkodowanych wśród Guardia Civil (w tym 258 zabitych). Wśród „bandytów” straty wyniosły 5548 osób: 2166 zabitych, 3382 wziętych do niewoli. Wszystko to podczas około 2000 starć, będących niekiedy regularnymi bitwami. Do tego należy dodać 19 407 osób aresztowanych za pomoc partyzantom. Istnieje jednak duże prawdopodobieństwo, że dane te są zaniżone. Brytyjski historyk Antony Beevor szacuje, że tylko w latach 1947–1949, aresztowanych zostało około 60 tysięcy osób pod zarzutem pomocy dla partyzantów.
W 1947 rząd frankistowski wprowadził dekret Prawo o bandytyzmie i terroryzmie (Decreto de Ley de Bandidaje y Terrorismo), który legalizował prowadzone do tej pory w warunkach stanu wojennego działania antypartyzanckie. Prawo przewidywało wysokie kary (do śmierci włącznie) za jakąkolwiek pomoc dla działaczy ugrupowań zbrojnych. Prawo pozwalało skazywać pod zarzutem „zbrojnej napaści na władzę” osoby dopuszczające się „zakłócenia porządku publicznego” o charakterze politycznym. W tym samym roku rząd wprowadził do walki specjalne oddziały antypartyzanckie. Były to doskonale wyszkolone grupy mające imitować oddziały antyfrankistowskie, tak samo jak oni ubrane i uzbrojone. Przyczyniły się one do rozbicia wielu zgrupowań partyzanckich. Silne represje za pomoc partyzantom, oraz fakt, że niektóre oddziały zdegenerowały się przechodząc do zwykłej działalności przestępczej, sprawia że na wielu terenach oddziały antyfrankistowskie przestały otrzymywać pomoc od miejscowej ludności. W 1948 z partyzantki wycofały się oddziały komunistyczne. Był to efekt spotkania Stalina z delegacją hiszpańskich komunistów. Przywódca ZSRR przekonał ich do zaprzestania walki partyzanckiej.
Początkowo (w latach 40.), pod wpływem społecznych haseł Falangi, ograniczał liberalizm wolnego rynku poprzez szeroką interwencję państwa. Interwencja taka tłumaczona była koniecznością odbudowy kraju zniszczonego przez wojnę i anarchię czasów republikańskich. W drugiej połowie lat 50., widząc gospodarczą stagnację kraju, Franco – ze zwykłym u siebie pragmatyzmem – odszedł od interwencjonizmu, liberalizując gospodarkę, co poskutkowało intensywnym rozwojem gospodarczym Hiszpanii. Osiągnięcia gospodarcze Hiszpanii w latach 1955–1975 są często określane mianem „hiszpańskiego cudu gospodarczego”. Zdaniem liberalnych ekonomistów jego przyczyną były reformy wolnorynkowe, liberalizacja rynku, obniżenie podatków i prywatyzacja. W latach 1960–1966 hiszpański PKB wzrósł łącznie o 138%, a Hiszpania z niestabilnego politycznie i biednego kraju stała się najszybciej po Japonii rozwijającym się państwem (tempo wzrostu PKB w latach 1960–1975 wynosiło 7,2% rocznie, przeciętne tempo wzrostu płac realnych w tym czasie wyniosło 7,9% rocznie, inflacja spadła poniżej 5%). W 1971 Hiszpania stała się czwartym na świecie producentem statków. W latach 1960–1970 produkcja stali wzrosła ponad trzykrotnie, a produkcja samochodów jedenastokrotnie. Wpływ na dobre wyniki gospodarcze miał również sektor turystyczny, który od lat 60. XX w. zaczął się rozwijać (w latach 1960–1970 21 milionów turystów przekroczyło hiszpańską granicę, a w 1965 wartość wpływów z turystyki osiągnęła 1 miliard 104 miliony dolarów). Efektami przemian były zmiany: struktury zatrudnienia w Hiszpanii (z 42% zatrudnionych w rolnictwie w 1960 do 25% w 1970); procentu ludności miast powyżej 100 tys. mieszkańców (z 27,7% w 1960 do 50% w 1975) i poziomu życia (w 1960 roku 1% hiszpańskich rodzin posiadał telewizory, 4% lodówki i 4% samochody, a w 1969 już odpowiednio 62%, 63% i 24%).

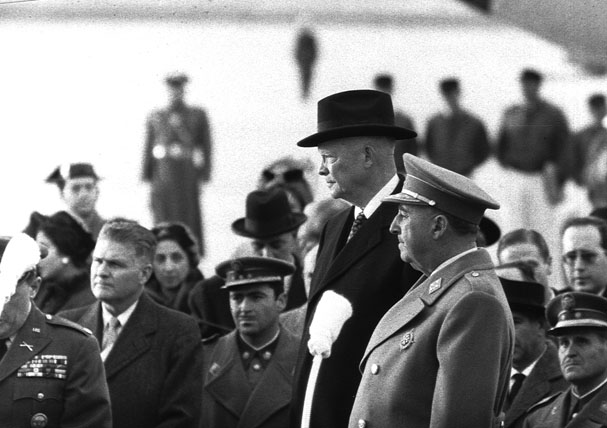
Francisco Franco z prezydentem USA, Dwightem D. Eisenhowerem, Madryt 1959

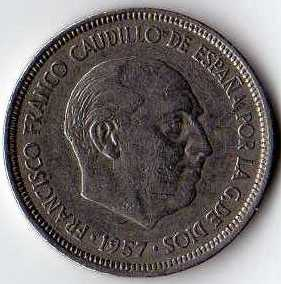
5 peset z podobizną Franco, 1957

Hiszpania w okresie dyktatury ukrywała w kraju niemieckich zbrodniarzy wojennych i kolaborantów, stając się pierwszym ośrodkiem w przerzucaniu zbrodniarzy poza teren ich krajów. Proceder ten został jednak zaplanowany bezpośrednio w Watykanie. Głównymi organizatorami akcji na terenie Hiszpanii byli niemieccy kolaboranci – Charles Lescat, członek francuskiego ruchu nacjonalistycznego Akcja Francuska oraz Piere Daye, belgijski nacjonalista zachowujący dobre kontakty z rządem Państwa Hiszpańskiego. Obydwaj w końcu uciekli z Europy z pomocą argentyńskiego kardynała Antonio Caggiano. Po II wojnie światowej w Hiszpanii bezpieczne schronienie znaleźli między innymi: pułkownik SS Otto Skorzeny, belgijski kolaborant Léon Degrelle, przywódca chorwackich ustaszy Ante Pavelić i przywódca faszystów rumuńskich Horia Sima. W 1946 do Hiszpanii dotarły setki zbrodniarzy wojennych oraz tysiące nazistów i faszystów. W późniejszym okresie w Hiszpanii schronienie znaleźli terroryści z OAS.
Franco tłumił wszystkie ruchy autonomistyczne i separatystyczne, zakazując mniejszościom narodowym posługiwania się językami narodowymi (represjom podlegali głównie Baskowie i Katalończycy) oraz używania flag i innych symboli narodowych pod groźbą konsekwencji prawnych. W lutym 1959 w Kraju Basków powstała lewicowo-nacjonalistyczna organizacja Euskadi Ta Askatasuna (ETA), która rozpoczęła terrorystyczną walkę z aparatem frankistowskiego państwa i popierającymi je kręgami społecznymi.
Pochodną przekonań Franco była również jego polityka zagraniczna. Hiszpania frankistowska utrzymywała kontakty z państwami realizującymi katolicko-konserwatywny ideał życia społecznego, przede wszystkim z Portugalią, na bazie wspólnoty ideowej cywilizacji chrześcijańskiej i antykomunizmu oraz z krajami latynoamerykańskimi, złączonymi również więzią „hiszpańskości” – hispanidad. Franco nieprzejednanie zwalczał komunizm, co było powodem poparcia udzielonego przez niego Hitlerowi w wojnie z ZSRR. Na drugim planie w stosunku do wspólnoty narodów katolickich było utrzymywanie dobrych stosunków z krajami arabskimi. Po okresie międzynarodowej izolacji w latach 1945–1950 Franco związał Hiszpanię militarnie z USA, zawierając sojusz wojskowy (poza NATO).
Na okres jego rządów przypadł czas dekolonizacji. W 1968 Gwinea Równikowa (wówczas terytoria Rio Muni i Fernando Po) ogłosiła niepodległość. Franco zgodził się na to, utrzymując jednak wpływy polityczne i ekonomiczne w tym kraju. W przypadku Sahary Zachodniej (wówczas Sahary Hiszpańskiej) zwlekał z wycofaniem się z jej terytorium, co doprowadziło pod koniec lat 50. do wojny o Ifni prowadzonej z Marokiem. Hiszpania zwyciężyła w konflikcie dzięki poparciu Francji. W następnych latach ludność Sahrawi (mieszkańcy Sahary Zachodniej) próbowała zorganizować zbrojny ruch niepodległościowy. W 1966 powstał Ruch Wyzwolenia, dążący do utworzenia niepodległego państwa zachodniosaharyjskiego. Kulminacyjnym działaniem niepodległościowców była nieudana Intifada Zemla z 1970, w której Sahrawi starli się z oddziałami hiszpańskimi. W 1973 Sahrawi podjęli kolejną próbę organizacji i utworzyli niepodległościowy Front Polisario, który podjął się zbrojnych działań wymierzonych w administrację kolonialną. Ostatecznie Hiszpanie wycofali się z Sahary Zachodniej w 1975.

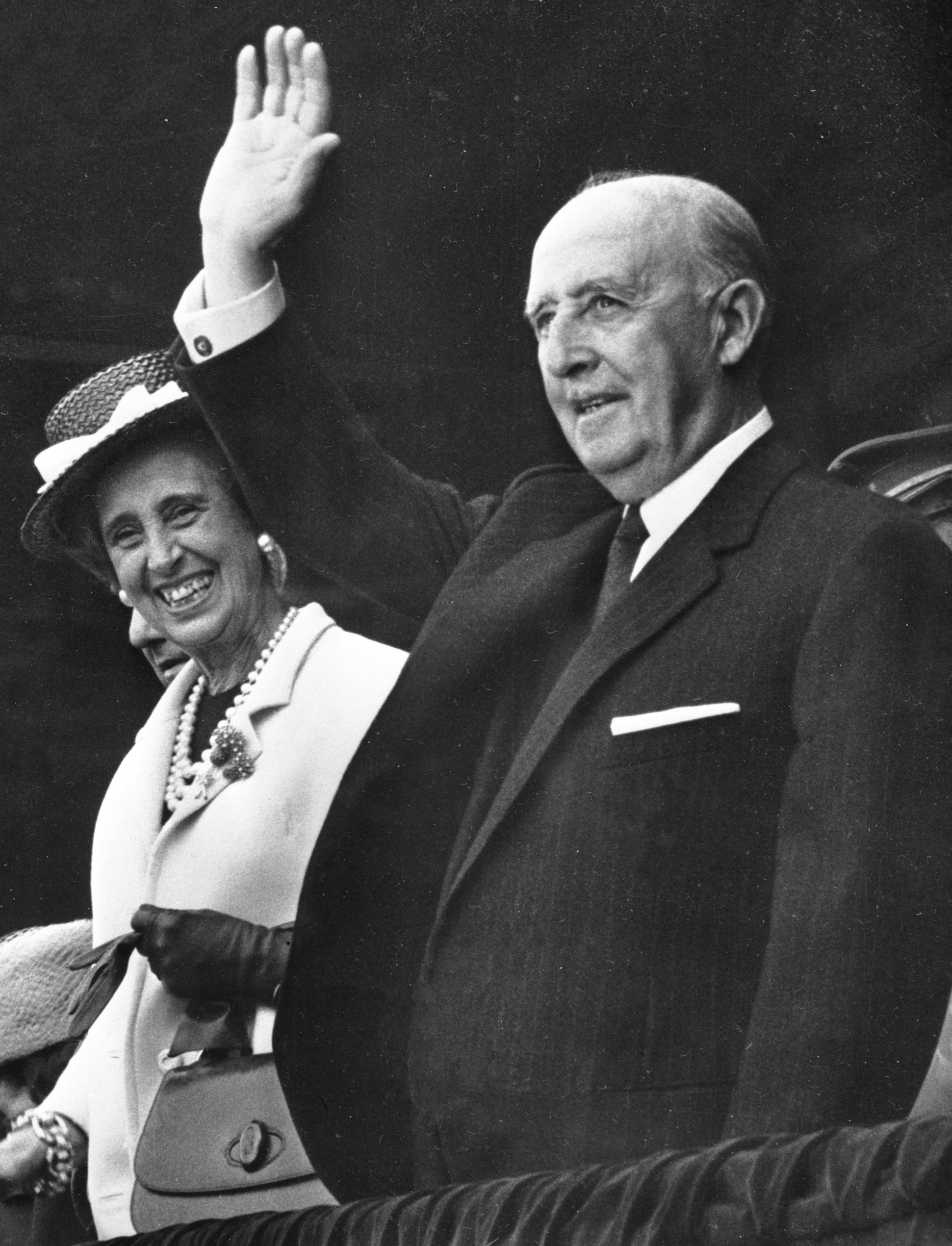
Caudillo z żoną Carmen (rok 1968)

W połowie lat 60. stan zdrowia Franco wyraźnie się pogorszył, wystąpiła u niego choroba Parkinsona. W czerwcu 1969 Franco niespodziewanie stracił przytomność w samochodzie. W lipcu 1969 roku Franco oficjalnie ogłosił, że po jego śmierci królem Hiszpanii zostanie Juan Carlos. 23 lipca 1969 roku Juan Carlos I przed Kortezami zaprzysiągł wierność zasadom frankistowskiego państwa. W czerwcu 1973 roku, po 37 latach kierowania rządem, Franco zrezygnował z funkcji premiera, zachowując jednak najwyższą władzę w państwie jako szef państwa i zwierzchnik sił zbrojnych. Premierem mianował swego najbliższego współpracownika – Luisa Carrero Blanco – który jednak wkrótce padł ofiarą zamachu. Kolejnym premierem został burmistrz Madrytu, Carlos Arias Navarro. 6 lipca 1974 został przewieziony do szpitala z rozpoznaniem zakrzepowego zapalenia żył prawej nogi; już w szpitalu doszło do dwóch krwotoków żołądka. Ostatni rok sprawowania władzy po powrocie ze szpitala 30 lipca 1974 upłynął pod znakiem narastającego kryzysu politycznego: około dwustu zamachów ETA i Frontu Rewolucyjnego Antyfaszystowskiego i Patriotycznego (FRAP) oraz nacisków opozycji antyfrankistowskiej. 17, 19 i 23 października 1975 Franco przeszedł zawały serca. Zmarł 20 listopada 1975 o 5:25. W związku z jego śmiercią w Hiszpanii zarządzono 30 dni żałoby narodowej z flagami opuszczonymi do połowy masztu i zamknięto teatry do następnego poniedziałku, a szkoły były zamknięte przez cały tydzień, a stacje radiowe puszczały muzykę poważną. Kuba ogłosiła trzy dni żałoby narodowej. Przez dwa dni setki tysięcy Hiszpanów przeszły przed otwartą trumną ze zwłokami, wystawioną w sali kolumnowej pałacu Oriente. Zaprzysiężony 22 listopada 1975 król Jan Karol – łamiąc przysięgę z 1969 – przystąpił do budowy demokratycznego państwa.

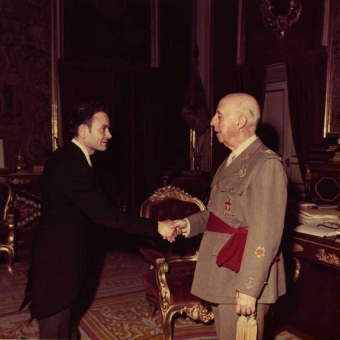
Francisco Franco, 1972

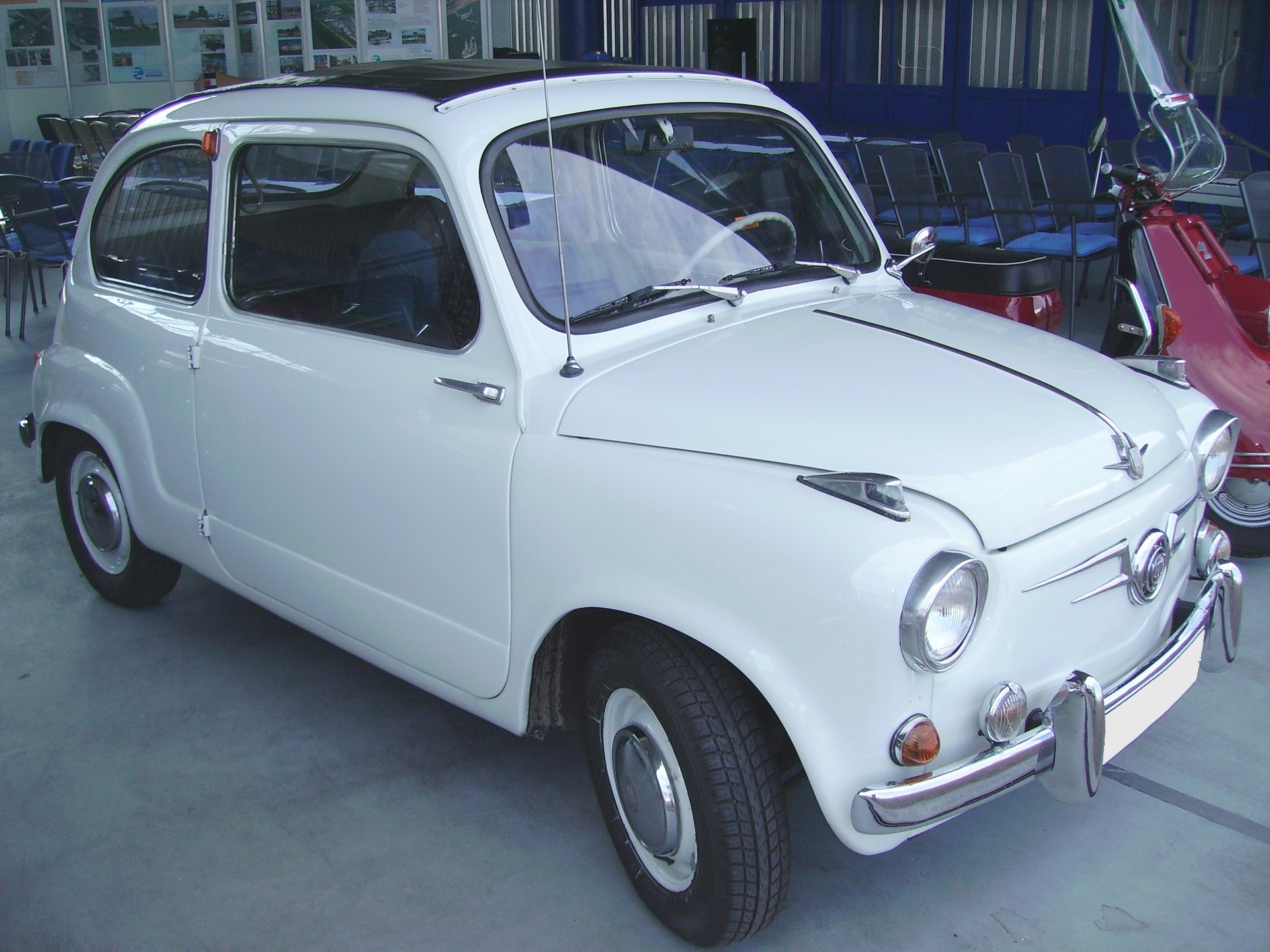
SEAT 600 – symbol „hiszpańskiego cudu gospodarczego”

### Pogrzeb i pochówek
Franco został pochowany 23 listopada 1975 w Dolinie Poległych, 50 km na północny zachód od Madrytu. W uroczystościach pogrzebowych udział wzięło jedynie trzech szefów państw: Rainier III Grimaldi, książę Monako, Husajn ibn Talal, król Jordanii i prezydent Chile gen. Augusto Pinochet. Grób przykrywała płyta ze złotymi literami „Francisco Franco Bahamonde”, którą oświetlało światło z wykutego w skale okienka. Znajdował się tam również drewniany krucyfiks, wykonany osobiście przez dyktatora z drzewa jałowcowego. Przez wiele lat środowiska lewicowe dążyły do ekshumacji trumny ze szczątkami Franco i przeniesienia ich w inne miejsce. Po licznych bataliach prawnych, przy sprzeciwie rodziny generała, przeora Bazyliki oraz środowisk prawicowych 24 października 2019 grób dyktatora został zlikwidowany, a jego ciało pochowane na podmadryckim cmentarzu Mingorrubio.

## Życie prywatne
16 października 1923 Franco poślubił Carmen Polo Martínez-Valdès (ur. 11 lipca 1900, zm. 6 lutego 1988), pochodzącą z arystokratycznej rodziny. 14 września 1926 na świat przyszło ich jedyne dziecko, María del Carmen Franco y Polo (zm. 29 grudnia 2017), znana też pod zdrobniałymi imionami Nenuca, Carmencita czy Morita. Jej wnuk Ludwik Burbon (hiszp. Luis Alfonso Gonzalo Victor Manuel Marco de Borbón y Martínez-Bordiú) jest też prawnukiem króla Hiszpanii Alfonsa XIII i pretendentem do korony Francji.

## Frankizm
Całokształt poglądów politycznych i społecznych generała Franco określa się mianem frankizmu. Część autorów (m.in. Stanley G. Payne, Norman Davies, Tim Ripley) określa go mianem faszystowskiego.

## Ocena postaci
Treść tego artykułu może nie być zgodna z zasadami neutralnego punktu widzenia.
Dokładniejsze informacje o tym, co należy poprawić, być może znajdują się w dyskusji tego artykułu.
 Po wyeliminowaniu niedoskonałości należy usunąć szablon {{Dopracować}} z tego artykułu.

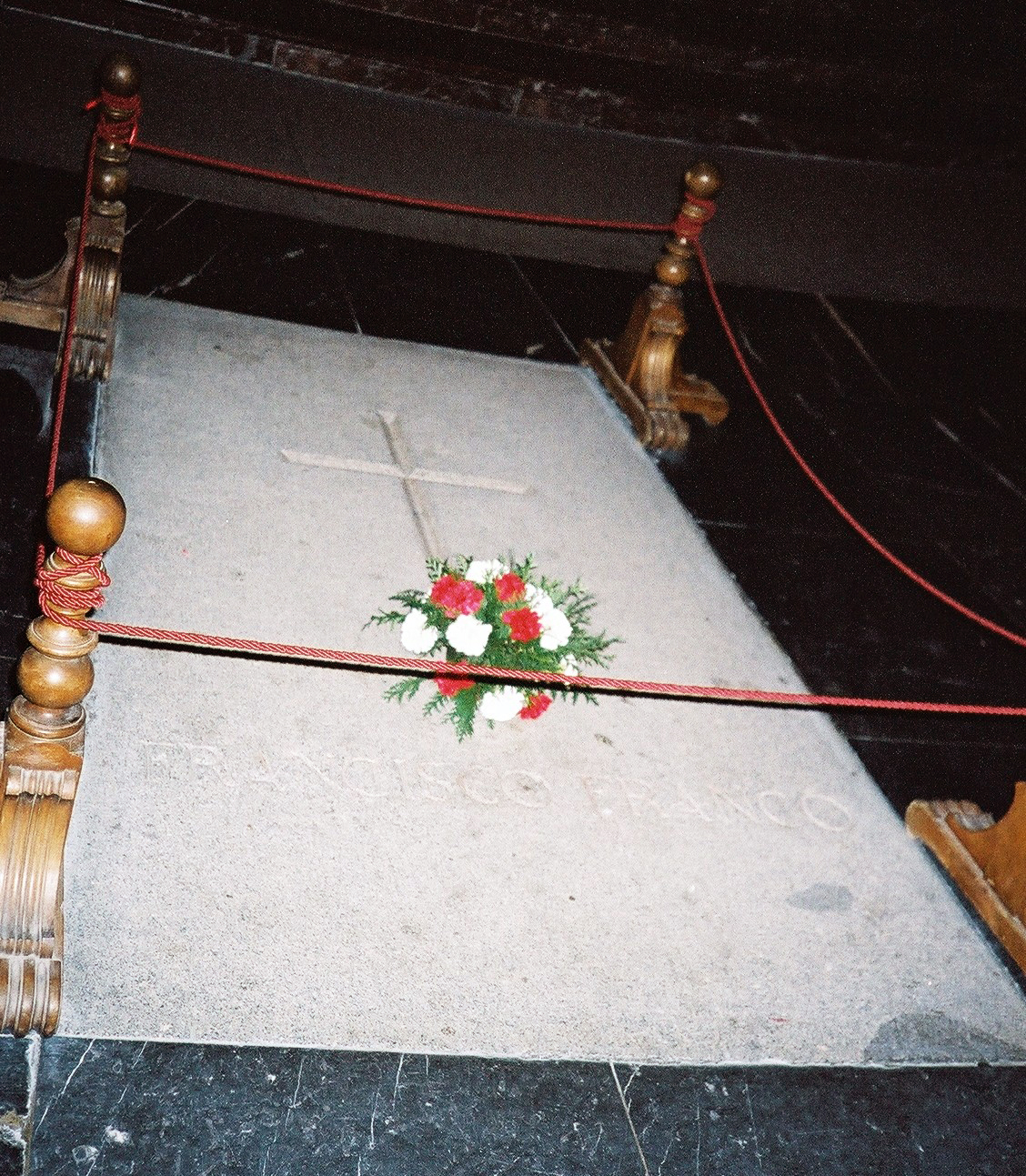
Grób Francisco Franco w Dolinie Poległych, 2005

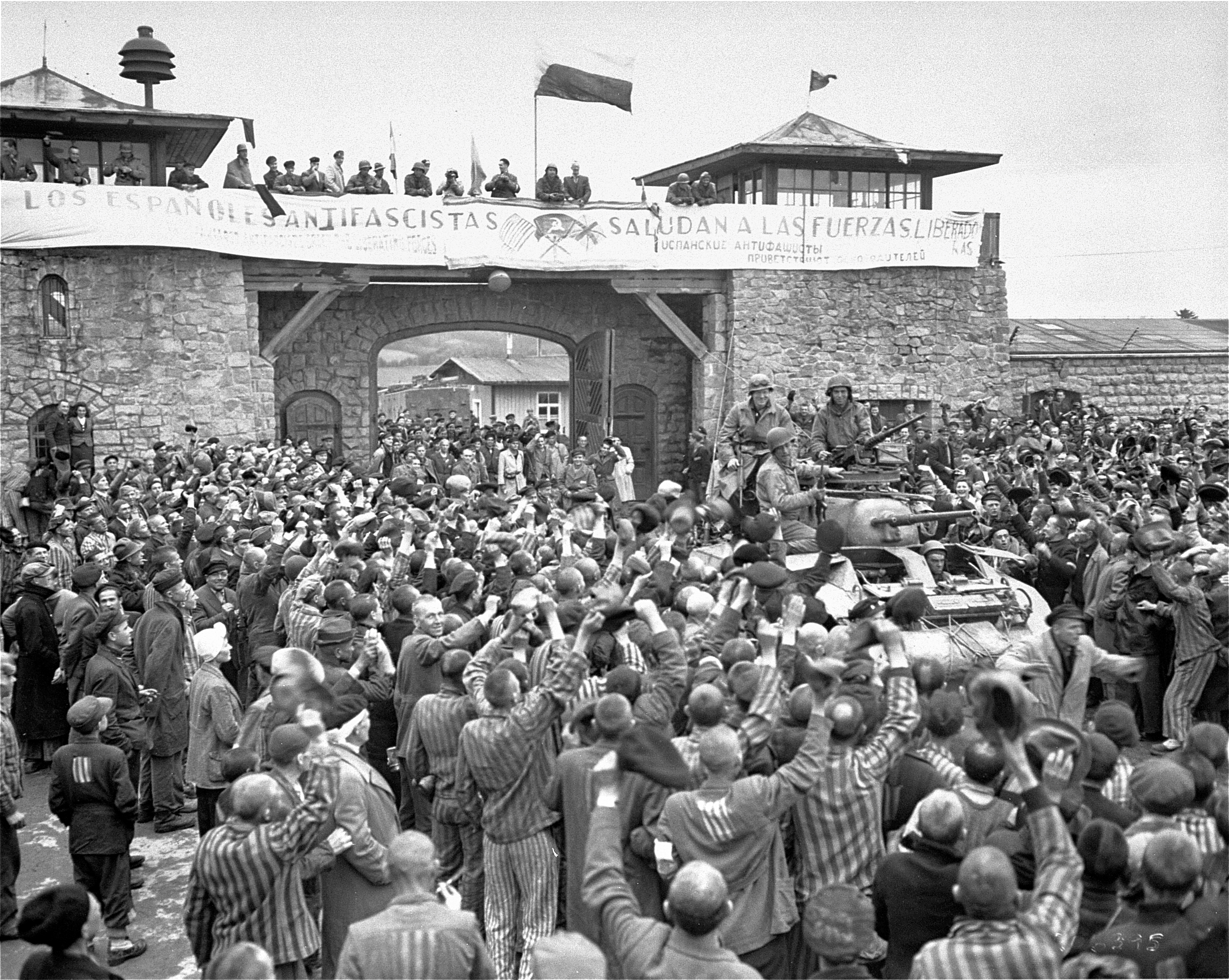
Hiszpańscy więźniowie witają 11 Dywizję Pancerną USA wyzwalającą obóz koncentracyjny Mauthausen, w tle baner w języku hiszpańskim „Hiszpanie antyfaszyści witają wyzwolicieli”. Zdjęcie zostało wykonane w dniu 6 maja 1945

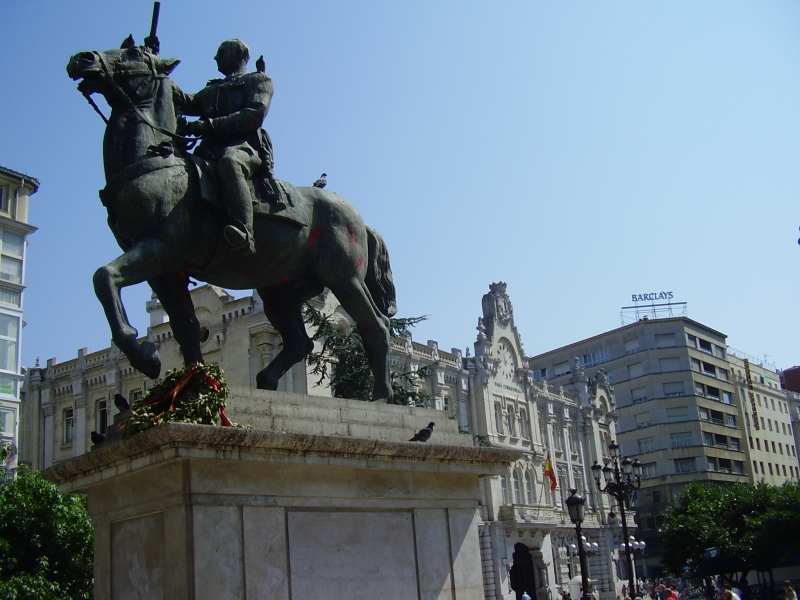
Pomnik Caudillo w Santanderze zlikwidowany w 2008

Postać generała Franco oraz obraz wojny domowej i jej skutków w dalszym ciągu budzi wiele emocji i kontrowersji, zarówno w samej Hiszpanii, jak i na świecie. Jednoznacznie potępiana jest w środowiskach lewicowych i centrolewicowych, przez które Franco zazwyczaj widziany jest jako faszysta i stawiany w jednym szeregu z Mussolinim, a nawet Hitlerem. Natomiast w środowiskach prawicowych i centroprawicowych spotykać się można ze skrajnie różnymi ocenami postaci (ocena ta łączy się zazwyczaj z całościowym spojrzeniem na strony konfliktu hiszpańskiej wojny domowej). Najczęściej przytaczanym argumentem w obronie generała Franco jest ten, że wobec zagrożenia ze strony komunistów i anarchistów powstała nadzwyczajna sytuacja, wymagająca niecodziennych działań. Z drugiej zaś strony, komuniści do wybuchu wojny byli marginesem we Froncie Ludowym, mieli jedynie 17 mandatów na 460 i nie brali udziału w rządzie, natomiast anarchiści przed wojną nie popierali ani rządu, ani Frontu. W związku z tym stosowane przez Franco represje jego zwolennicy bądź usprawiedliwiają (zwykle robi to prawica) bądź (częstsze stanowisko) potępiają, stwierdzając jednak, że zasługi generała w uratowaniu Hiszpanii od komunizmu i anarchii przewyższają złe strony jego rządów.

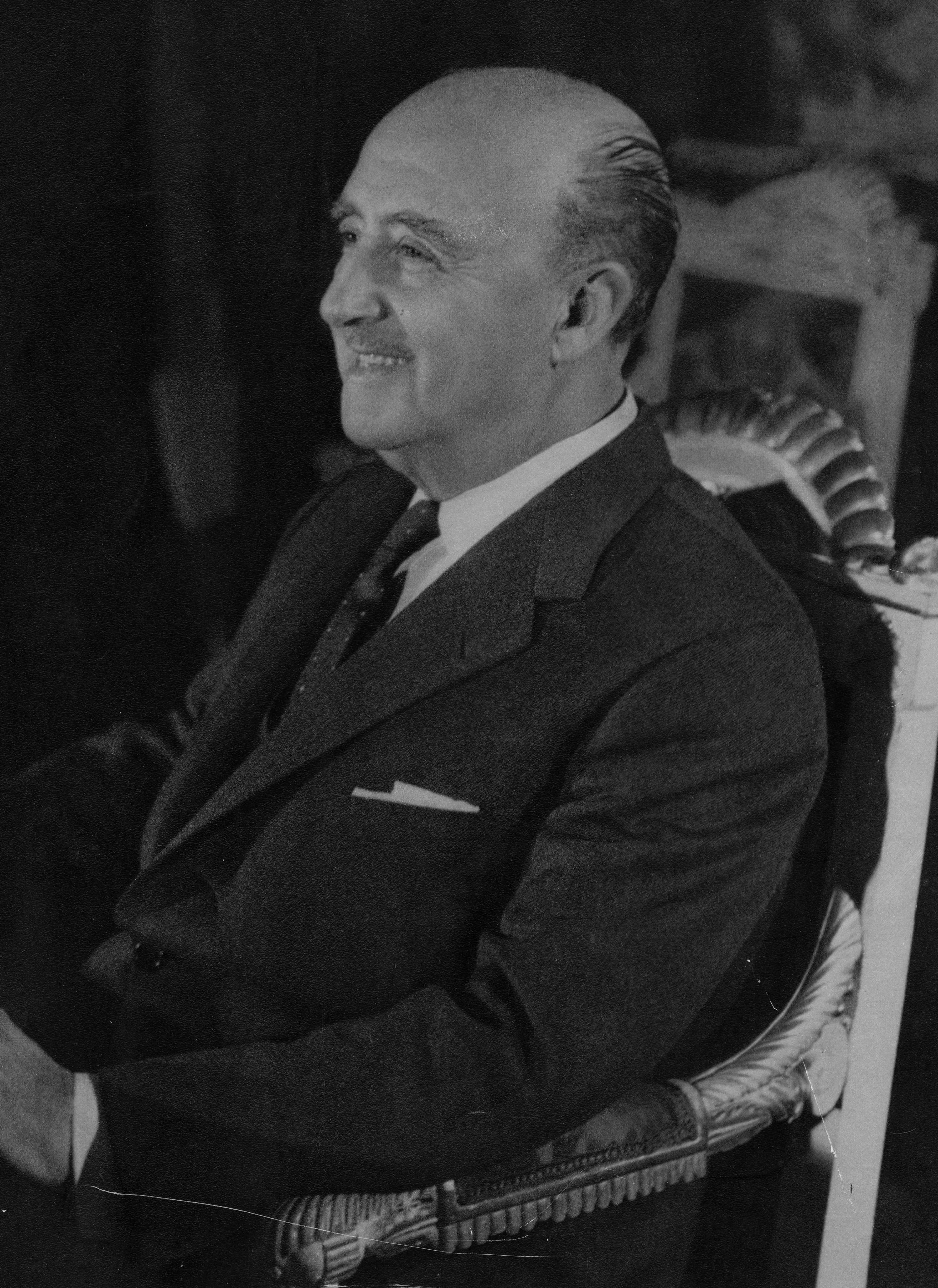
Francisco Franco w 1966

### Argumenty zwolenników
- Strona republikańska w czasie sprawowania rządów podczas wojny domowej wprowadziła terror wobec frankistów, stosowała liczne egzekucje i represje zarówno wobec przeciwników politycznych, jak i osób nieprowadzących działalności politycznej, ale związanych z Kościołem katolickim. Często dochodziło do mordowania księży, zakonnic czy osób świeckich znanych z przywiązania do Kościoła (patrz: 122 męczenników wojny domowej w Hiszpanii)[90][91]. Profanowano świątynie katolickie, synagogi i meczety. Mordy i represje po stronie republikanów nasiliły się w czasie trwania wojny domowej.
- Franco, mimo że przystąpił do sojuszu z Hitlerem i Mussolinim, był przeciwny rasistowskiej ideologii Hitlera[92] (najdobitniej świadczą o tym poniższe słowa samego Führera). Caudillo zezwalał na ucieczkę przez Hiszpanię z okupowanej Europy europejskich Żydów, przy czym faworyzował Sefardyjczyków. Hiszpania nie przystąpiła do II wojny światowej, jednak wysłała ochotnicze oddziały wojskowe na front wschodni do walki z ZSRR[93].

Wolałbym wyrwać sobie trzy lub cztery zęby, niż jeszcze raz przejść przez to – Adolf Hitler po spotkaniu z gen. Franco w Hendaye

W Hiszpanii postawiliśmy na niewłaściwego konia. Byłoby dla nas lepiej udzielić poparcia republikanom. Oni reprezentują lud. Zawsze mogliśmy później uczynić z tych socjalistów dobrych narodowych socjalistów. Ludzie skupieni wokół Franco to wszystko reakcyjny kler, arystokraci i bogacze – nie mają oni nic wspólnego z nami, nazistami – Hitler po ponownym odrzuceniu propozycji dołączenia do wojny przez gen. Franco

- Hiszpania gen. Franco była jedynym krajem zaangażowanym w ratowanie Żydów z rąk hitlerowców, poprzez nadawanie im masowo obywatelstwa hiszpańskiego. Te działania doprowadziły do uratowania min. 46 000 Żydów, głównie Sefardyjczyków[94].
- Radykalne reformy wolnorynkowe i liberalizm ekonomiczny, wprowadzony przez rząd Franco w połowie lat 50. XX w., uczyniły z Hiszpanii tygrysa gospodarczego, drugie po Japonii najszybciej rozwijające się państwo świata oraz dwunastą światową potęgę gospodarczą[95][brak potwierdzenia w źródle].
- Stabilne rządy gen. Franco, trwające 40 lat są, jak na warunki hiszpańskie, swoistym fenomenem. Od czasu agresji napoleońskiej na Hiszpanię, krajem tym wstrząsały bezustanne wojny domowe i przewroty. Między 1833 a 1868 rokiem Hiszpania miała 41 rządów, dwie wojny domowe, dwie regencje, jedną zdetronizowaną królową, trzy nowe konstytucje, 15 rewolt wojskowych, dwa powstania na Kubie. W ciągu następnych 34 lat – 27 rządów, republikę (która w ciągu 11 miesięcy miała czterech prezydentów), wojnę domową trwającą sześć lat, kilka rewolt, przegraną wojnę ze Stanami Zjednoczonymi, dwóch zamordowanych premierów i dwie konstytucje. Potem była republika (1931–1936), która zdążyła mieć dwóch prezydentów, 12 rządów, kilka prób buntów i rewolucji, masę politycznych morderstw, aktów terroru i palenia kościołów. Na tle takiej historii 36 lat stabilizacji politycznej uważane jest za wartość samą w sobie[96].
- Od połowy lat 50. wprowadzano prawa zezwalające na coraz większą wolność osobistą. Konsekwentnie zakazywano jednak wielu działań niezgodnych z nauką katolicką i tzw. patrzenia w lewo, czyli popierania poglądów lewicowych (w szczególności radykalnego socjalizmu)[92].
- Zamach stanu i wojna domowa doprowadziła do radykalizacji strony republikańskiej, masowych mordów z jej strony[97][98][99] i skorzystania z pomocy ZSRR[100].